# Highgrading
Highgrading bezeichnet den Vorgang in der Fischerei, bei dem Fischer bereits gefangenen Fisch in das Meer zurückwerfen zugunsten späterer Fänge mit wirtschaftlich wertvollerem, d. h. größerem Fisch. Auf diese Weise werten Fischer ihre Fänge auf, denn größere Fische erzielen auf dem Markt bessere Preise. Highgrading ist darüber hinaus ein Weg, die Quotenvorgaben der EU zu umgehen. In den Quotenvorgaben der EU werden nur die angelandeten Fische eingerechnet, nicht jedoch die Fänge (und die Beifänge), die wieder in das Meer zurückgeworfen werden. Die zurückgeworfenen Fische sind meistens tot oder überleben den Rückwurf nicht. In der EU ist Highgrading seit 2009 verboten. Da es jedoch praktisch nicht kontrollierbar ist, wird es weiter durchgeführt.  Die Naturschutzorganisation WWF bezeichnet Highgrading als „Perfektion der Verschwendung“.